# Entre tinieblas
Entre Tinieblas és una pel·lícula espanyola del director Pedro Almodóvar de 1983. En aquesta, s'endinsa en el món de la religió i de la seva relació amb la realitat en la ràpidament canviant Espanya dels anys 1980.

## Argument
Yolanda és una cantant; després de presenciar la sobtada mort del seu nuvi per una sobredosi, decideix recuperar-se reflexionant un temps en la suposada pau d'un molt particular convent. Allí descobrirà atònita les addiccions i passions de les gentils i excèntriques monges.
La clausura resultarà ser un món de trama on la mateixa mare (Julieta Serrano) superiora ha estat una fervent admiradora de Yolanda, que serà una experiència en la vida de la religiosa, igual que les altres redimides dames que han passat per la caritat del convent.
Les Redemptores humiliades, que així es diu l'orde al qual pertanyen les monges del convent, està en un període de crisi econòmica, agreujada per l'agonia de la mare general i per la negació de la mare milionària (Mary Carrillo) d'una antiga redimida a finançar-los amb la renda del seu marit abans de la seva mort.
Una vegada en el convent, Yolanda (Cristina Sánchez Pascual), s'adona que les germanes redimides tenen noms estrambòtics, com a sor Rata de Callejón (Chus Lampreave), sor Perdida (Carmen Maura), sor Estiércol (Marisa Parets) i sor Víbora (segons la superiora, perquè s'adonin que l'ésser humà, l'ésser més menyspreable de la creació, no se salvaria mai). Però encara més sorprenent resulta la seva cada vegada major indulgència en la penitència i en la vida de clausura.
Aparentment, l'avorriment, la curiositat pel món exterior i els problemes econòmics de la congregació, antany ple d'assassines i prostitutes, fan que cada redimida hagi buscat la seva pròpia vàlvula de fuita per fer més suportable la vida de clausura. Mentre la superiora és heroïnòmana, sor Estiércol s'autolesiona i sol cuinar pastissos, dopada amb LSD amb les consegüents al·lucinacions (en aquest cas, divines). Sor Perdida té com a passatemps entretenir un tigre que, en el seu temps, van portar al convent, i que viu tancat en el claustre. Sor Rata de Callejón, per la seva banda, s'entreté escrivint llibres sensacionalistes sota el pseudònim de Concha Torres, i són editats per la seva germana (Eva Siva). Mentrestant, sor Víbora (Lina Canalejas) és aficionada a la costura i dissenya diversos models (alguns dels quals poden resultar avantguardistes) per a les icones religioses del convent.
Yolanda, la protagonista, en entrar en el convent, és reclosa a l'habitació de Virgínia, una antiga redimida filla d'un ric marquès, que havia marxat a Àfrica per treballar en les missions, però que troba la mort sent menjar per caníbals. Yolanda va descobrint, de vegades amb por, l'enorme admiració que la superiora té cap a ella, i al mateix temps entaula una forta amistat amb altres monges, com a sor Rata. Conscient de l'enfonsament de la seva vida, la protagonista es decideix a escapar del món de les drogues, repte a què la mare superiora també tracta d'enfrontar-se. En el cas de Yolanda, aquesta aconsegueix vèncer l'addicció, però la superiora no és capaç de suportar-ho i mostra la seva naturalesa pecadora.
Un dia, arriba una carta des de les missions des d'Àfrica, que dona informació privilegiada sobre un fill que va tenir Virgínia, l'antiga monja del convent, abans de morir. La mare superiora intenta fer xantatge a la marquesa per aconseguir finançament per al convent a canvi de la carta, però fracassa en el seu intent. Més tard, visita la traficant, que li subministra drogues i àcids, i es decideix molt al seu pesar, a aconseguir diners per a la creació de la seva pròpia congregació mitjançant el tràfic de drogues.
Per demostrar que encara no havien decaigut en la seva obstinació per tirar el convent endavant, es fa una gran festa amb motiu del sant de la moribunda mare general, a la qual estan convidades la nova mare general i la marquesa. La marquesa va conèixer Yolanda i li explica la història personal de la seva filla. Yolanda es fa amb la carta entrant en el despatx de la superiora, i li demana a sor Rata que l'hi lliuri a la marquesa passant desapercebuda. A la festa, després d'haver cantat, Yolanda se'n va amb sor Rata a la casa de la marquesa, que es mostra agraïda per haver-los fet arribar la carta. La superiora, en entrar en la seva cel·la i descobrir la marxa de la protagonista, dona un crit de dolor i la pel·lícula acaba amb una última escena d'ella destrossada i sent consolada per sor Estiércol, la seva fidel companya.

## Context
Espanya, quan aquesta pel·lícula va ser gravada, es trobava en un període molt contradictori tant econòmicament com cultural. El país acabava de sortir del franquisme, un règim que tenia com una de les seves característiques principals el catolicisme extrem. Aquest catolicisme va ser plasmat en l'àrea cinematogràfica; de fet, el règim de Franco va donar suport al rodatge de pel·lícules de temàtica cristiana com Marcelino pan y vino. Era una època en la qual la moralitat de l'Església catòlica estava donada per suposada i ningú s'atrevia a qüestionar-la.
En aquesta pel·lícula, Pedro Almodóvar es va atrevir a trencar amb aquesta tònica plantejant els problemes de corrupció moral que podia haver-hi en el si de l'Església. D'aquesta manera, veiem a la mare superiora, un dels personatges principals, barrejant l'humà amb el diví de manera gairebé demencial, puix la seva enorme devoció és acompanyada per la seva addicció a les drogues i l'admiració cap a personalitats que hi han tingut una certa relació o que han estat en contacte amb altres pecats. Per l'altre costat, veiem com Yolanda es decideix a acabar (i aconsegueix acabar) amb les seves addiccions malgrat estar vivint refugiada en un convent en el qual no podia fugir de les drogues a causa dels vicis de la ja citada mare superiora.

## Versió teatral
El 1992 va ser portada al teatre sota el guiatge de Fermín Cabal. D'igual forma que la pel·lícula del director manxec, el repartiment explica només amb dones que viuen en un convent en el qual, més que resos i recolliment, hi ha sexe, drogues, amor, fills naturals, misteris i assassinats. Les monges són, en aquesta ocasió, Gloria Muñoz, Beatriz Carvajal, Julia Martínez, Rossy de Palma, Pilar Ruiz, Flavia Zarzo, Carmen Llosa i Amelia del Valle.

## Repartiment
- Cristina Sánchez Pascual - Yolanda
- Julieta Serrano - mare superiora
- Chus Lampreave - sor Rata de callejón
- Marisa Paredes - sor Estiércol
- Carmen Maura - sor Perdida
- Lina Canalejas - sor Víbora
- Mary Carrillo - marquesa
- Cecilia Roth - Merche
- Berta Riaza - nova mare general
- Manuel Zarzo - capellà
- Eva Siva - germana de sor Rata de callejón